# Betula × caerulea
Betula × caerulea je dřevina z čeledi břízovitých (Betulaceae). Je křížencem břízy papírovité (Betula papyrifera) a břízy topololisté (Betula populifolia).

## Popis
Betula × caerulea roste na severovýchodě Severní Ameriky. Dorůstá výšky 10 až 20 metrů. Kůra postupně stárnutím získává červeno-bílou barvu a nešupinatí. Strom kvete v květnu. Samčí jehnědy jsou dlouhé 3 až 5 centimetrů, samičí pouze 0,8 centimetru. Plod je dlouhý 2,5 centimetru a dozrává v září. Semena mají křidélka.